# Gustaf Dalén
Nils Gustaf Dalén (n. 30 noiembrie 1869, Q10679290⁠(d), Skaraborg⁠(d), Suedia – d. 9 decembrie 1937, Lidingö Parish⁠(d), Comitatul Stockholm, Suedia) a fost un fizician, inventator, antreprenor și inginer suedez, laureat al Premiului Nobel pentru Fizică în anul 1912.
A studiat la început turbinelor cu gaz, domeniu în care nordicii au excelat.
A inventat un regulator automat pentru aprinderea farurilor cu acetilenă, care a dus la dezvoltarea farurilor pentru navigație..

## Motivația Juriului Nobel
"pentru inventarea regulatoarelor automate destinate utilizării cu acumulatoare de gaz pentru iluminarea farurilor și a geamandurilor."